# داني شابمان
داني شابمان (بالإنجليزية: Danny Chapman)‏ (21 نوفمبر 1974 في المملكة المتحدة - ) هو لاعب كرة قدم بريطاني في مركز الوسط. لعب مع إيستبورن بوروه ونادي ليتون أورينت ونادي ميلوول ونادي دوفر أتليتيك وكراي واندررز وفولكستون إنفيكتا وويلينج يونايتد.

## وصلات خارجية
- داني شابمان على موقع قاعدة بيانات كرة القدم.إي يو (الإنجليزية)
- داني شابمان على موقع Soccerbase.com (لاعب) (الإنجليزية)